# Everwood
Everwood es una serie de televisión estadounidense, protagonizada por Treat Williams, Gregory Smith y Emily VanCamp. La serie consta de cuatro temporadas, emitidas entre 2002 y 2006. En España, la serie fue emitida por La 1, La 2 y por Clan TV, ya que en el último canal la serie se emitió en horario nocturno. Mientras tanto, en Latinoamérica, la serie fue transmitida en el canal pago Warner Channel, en el audio original con subtítulos.

## Argumento
El doctor Brown (Treat Williams), un neurocirujano reconocido mundialmente, cambia radicalmente de vida, tras fallecer su mujer, en un accidente de tráfico. Decide dejar su trabajo en el hospital para mudarse al pequeño Everwood, junto a sus hijos Ephram (Gregory Smith) y Delia (Vivien Cardone). Allí, los tres deberán adaptarse a una nueva vida: el doctor deberá lidiar con el otro médico del pueblo, el doctor Abbot (Tom Amandes), la adolescencia de Ephram y la pena de Delia.

### Temporada 1
La serie comienza con la llegada del doctor Andy Brown, un viudo quien abandona su trabajo estando en la cima como neurocirujano de la ciudad de Nueva York para vivir en una pequeña ciudad de Colorado, trayendo a su hija Delia de 9 años y Ephram, el hijo de 15 años, con él. Él escoge la ciudad de Everwood porque su difunta esposa se lo había propuesto como su última voluntad si algún día le pasaba algo. Muchas de las tramas de la serie tratan de los conflictos de adaptación a un sitio nuevo, así como la relación con la gente nueva. El Doctor Brown, Andy, se encuentra al principio con un molesto doctor Harold Abbott, que hasta ahora ha sido el único médico de familia de la ciudad, y con quien sus opiniones profesionales se diferencian. Sin embargo, con el comportamiento irritable del doctor Abbott y la actitud pasiva y alegre de Andy, los dos comienzan una rivalidad amistosa. Ephram en su continua lucha adolescente en sus estudios, mejora su habilidad como pianista clásico y batalla con la amistad de altibajos con Amy Abbott, la hija del doctor Abbott.
La primera temporada gira alrededor de la trama principal que implica a Colin Hart, el novio de Amy y mejor amigo de su hermano mayor Bright. Amy ve la llegada del doctor Brown como una oportunidad para salvar a su novio; Colin ha estado en un coma desde el Día de la Independencia el pasado verano después de que él y Bright tuvieran un accidente de coche. Amy comienza una amistad con Ephram para convencer al doctor Brown para reanudar sus habilidades de cirugía cerebrales y salvar a Colin. El doctor Brown pese a sus reticencias acepta llevar el caso. Amy se alegra, pero Bright es más reticente, acaba confesando llorándole a su padre que recuerda todo lo que pasó en el accidente: él era el que conducía el camión del padre de Colin. Tras la intervención del Doctor Brown Colin despierta del coma.
Mientras tanto, los abuelos maternos de Ephram van a visitar su nuevo hogar en Everwood y Ephram decide que quiere volver a la ciudad de Nueva York para vivir con ellos. El abuelo de Ephram, también cirujano, recrimina a Andy que se haya llevado a sus nietos tan lejos en un acto de “locura”.
Delia y su abuela traban amistad con Edna Abbott, una enfermera semi-jubilada del ejército y madre de Harold Abbott. Ellas deciden organizarle una fiesta de cumpleaños sorpresa a Edna en casa del doctor Brown. Durante la fiesta, delante de todos los invitados, Ephram y Andy tienen una discusión sobre su marcha a la ciudad de Nueva York. El abuelo de Epham y Andy también comienzan discutir sobre la situación, pero son interrumpidos al desmayarse Bright. Necesitan urgentemente extirparle el apéndice pero la nieve impide que puedan ir al hospital, entonces ellos hacen una cirugía de emergencia en la oficina de Andy. 
Andy le confiesa a Ephram que si se marcha a Nueva York él se sentirá “roto a la mitad” y que él es una parte muy importante para él para sentirse completo y feliz en su vida. Después de estas palabras Ephram decide quedarse en Everwood con su familia.
Andy encuentra a su vecina Nina después de una discusión con Ephram en el jardín. Ella es amistosa, abierta y honesta y le confiesa a Andy que es la madre de alquiler para una mujer que es incapaz de concebir un hijo. Un escándalo estalla cuando Nina tiene al bebé y es revelado, y al descubrir también que la madre tiene cincuenta años, pero Andy apoya la decisión de Nina.
Al despertar del coma, Colin Hart vuelve a casa después de una larga rehabilitación, considerada como milagrosa por los especialistas en el caso. De las secuelas de la operación está la pérdida de memoria, no recordando así a sus padres, amigos y a Amy. Colin siente presión porque todo el mundo espera que sea el de antes, pero no recuerda nada, y surge una relación de amistad con Ephram ya que es la única persona quien no tiene una noción preconcebida de él. 
Pronto, Colin comienza a repartir golpes a diestro y siniestro violentamente y pierde su amistad con Ephram. Ephram intenta mostrar a sus amigos que Colin no actúa normal, pero Amy cree que él solamente está celoso de su relación con Colin y que Colin está "bajo mucha presión". Bright, frustrado por su amistad con Colin porque no es como antes y no entiende sus cambios de humor, recibe un golpe de Colin por defender a Ephram de un ataque de este.
El único que hace caso y cree a Ephram cuando dice que la actitud de Colin no es normal es Andy, y este entabla una conversación con los padres de Colin. Ellos se niegan a creer que Colin esté mal. Sin embargo, los síntomas físicos comienzan a manifestarse también y Colin sufre un ataque convulsivo. Los exámenes muestran que hay complicaciones en el cerebro de Colin tras la rehabilitación y tiene que ser intervenido quirúrgicamente de nuevo de urgencia, pues su vida está en peligro. Los padres de Colin piden al Doctor Brown que opere otra vez a su hijo, pero durante la cirugía surgen complicaciones...

### Temporada 2
El inicio de la temporada 2 revela la muerte de Colin. El pueblo entero culpa a Andy por "matar" a Colin. Ellos dejan de ir a su consulta y evitan a sus hijos. Andy mantiene su decisión y, finalmente, a Ephram admite que podría haber salvado la vida de Colin, pero él se habría visto gravemente discapacitado, tanto mental como físicamente, y por insistencia de Colin, le había prometido que no le permitiría vivir de esa manera.
Amy lucha con la muerte de Colin y cae en una profunda depresión, medicada, conoce a Tommy Callahan, un traficante de drogas. Ella considera acostarse con Tommy, pero le da la espalda al tema cada vez que él intenta proponerlo. Harold le compra un coche para tratar de animarla, pero Amy sigue actuando diferente y rebelde y comienza a bajar en el instituto. Rose le dice a Harold que él la está malcriando y ella no será bienvenida en su casa hasta que se ajuste a las normas, lo que obliga a Amy a mudarse con su abuela, Edna. La caída en espiral de Amy continúa hasta que Tommy la lleva a una fiesta salvaje. Él le da una botella de agua con GHB. Ya en estado de embriaguez, Amy la toma, y luego tiene una alucinación de Colin, diciéndole que lo deje ir continúe con su vida. La visión le causa un shock que la devuelve a la realidad y se da cuenta de que Tommy ha bebido la mayor parte del agua y, posteriormente, sufre una sobredosis. Amy hace lo único que se le ocurre, llama a su padre en busca de ayuda. Tommy se recupera, pero Amy está asustada y lo deja, se muda de nuevo con sus padres, y comienza a mejorar su comportamiento y humor.
Ephram, por su parte, encontró el amor con Madison Kellner, una estudiante universitaria de 20 años de edad que Andy ha contratado para cuidar a Delia, a quien Ephram inicialmente desprecia por su actitud condescendiente hacia él. Después de unas cuantas ocasiones, finalmente pierde su virginidad con Madison.
La segunda temporada cuenta con otros importantes acontecimientos. Andy encuentra un nuevo interés amoroso, la doctora Linda Abbott, la hermana de Harold que viaja alrededor del mundo, también médico y que estaba ejerciendo en África. Un escándalo se desata en la oficina del doctor Abbott cuando se descubre que Linda Abbott contrajo VIH de un paciente. Como resultado, Harold pierde su cobertura de seguro de responsabilidad civil. Linda abandona su práctica en salud holística y deja la ciudad, también poniéndole fin a su romance con Andy. Harold intenta abrir un nuevo bagel shop, pero se encuentra con el fracaso. Andy le propone ser socios, ya que el seguro de Andy cubriría la práctica de Harold. Harold acepta a regañadientes.
Nina pasa por un divorcio con su (hace poco aceptado) marido gay y tiene que acudir a los tribunales sobre la custodia de su hijo, un caso que ella gana finalmente con el apoyo de Andy.
Un solitario Bright madura siendo más tolerante con Ephram y los dos llegan a ser buenos amigos.
Ephram continúa su relación de juntos-separados con Madison. En un esfuerzo por demostrar su madurez, entra a escondidas en bares para ver a su banda y provocando muchos momentos incómodos apareciendo cuando ella está con amigos de la universidad. Finalmente ella decide que Ephram está demasiado metido en su relación y rompe con él por última vez. Ella intenta seguir trabajando con los Browns, pero Delia la ataca, diciendo que le gusta Madison, pero su presencia pone a Ephram triste. Luego Madison confiesa a Andy que está embarazada de un hijo de Ephram. Andy le dice que va a pagar todos sus gastos si se compromete a mantener el embarazo en secreto para Ephram. Él cree que Ephram se vio obligado a crecer apresuradamente por la muerte de su madre y que, si se entera del embarazo, su sentido de la decencia le va a obligar a permanecer con Madison, algo para lo que Andy cree que no está listo.
Ephram comienza a salir seriamente con Amy. Sin embargo, es aceptado en un programa de verano en la prestigiosa Juilliard School of Music. Está dividido entre ir a Nueva York o quedarse con Amy. Cuando se va para estudiar música en Juilliard, Amy lo acompaña en su primera semana en Manhattan y después regresa a Everwood continúan su relación de larga distancia.

### Temporada 3
La tercera temporada comienza con el Dr. Brown recibiendo una carta de Madison cortando todos los lazos con él. Ella se ha mudado a Denver, pero no revela su decisión en relación con el embarazo. Dr Brown contempla decírselo a Ephram, pero el Dr. Abbott le convence de no hacerlo, por el bien de ambos Ephram y Amy.
Ephram vuelve de sus clases de verano en Juilliard con la decepcionante noticia de que no consiguió sacar una buena nota y empieza a intensificar sus estudios de piano. Sin embargo, él y Amy están disfrutando el nuevo rumbo de su relación. Los dos, ahora en el último año de instituto, se hacen amigos de una extremadamente tímida niña llamada Hannah, que está viviendo con Nina. Hannah es una junior y le dice a Amy que sus padres están de viaje en Hong Kong, pero más tarde revela que su padre, con quien tuvo una relación muy estrecha, sufre la etapa final de la enfermedad de Huntington y fue enviada a Everwood para que ella no tuviese que ver su sufrimiento. Con el apoyo de Amy, Ephram, Bright, y el doctor Abbott, Hannah se hace la prueba de la enfermedad de Huntington y descubre que ella no tiene la enfermedad incurable.
Después de mucha discusión con Hannah y Ephram, Amy decide pasar la noche con Ephram. Hacen planes para irse a la cabaña del lago de los Abbott, pero la noche del evento, Amy se asusta y cambia de idea. Ephram es paciente y dice que no le importa. Sin embargo, ella tiene un cambio de parecer y pierde su virginidad con él, después de todo. Acercándose la Navidad, Bright convence a Ephram de ir a ver a la banda de Madison tocar y él le miente a Amy acerca de a dónde iba. Madison no estaba allí, pero Ephram se siente tan culpable, que en última instancia se disculpa. Amy está muy molesta y admite que mientras Ephram se ha dedicado de nuevo al piano, ella ha renunciado a todos sus hobbies y actividades escolares para dedicárselo a la relación de ella y Ephram. Ella le dice que abandonó voluntariamente estas actividades, pero ahora lo siente. Ephram se compromete a sacar más tiempo por su parte.
Bright Abbott consigue un puesto de trabajo en la oficina de la Secretaria del Condado con su madre.  Conocido por su poligamia, su promiscuidad lo captura cuando una joven le culpa de acoso sexual. Durante la investigación, Bright mantiene que ella malinterpretó sus acciones y no admite culpabilidad. Aunque oficialmente sale absuelto de la acusación, Rose está avergonzada y herida por la situación y se da cuenta de que su hijo no tiene ningún respeto por las mujeres y las usa como cosas. Ella lo despide, pero su profunda decepción es el peor castigo de todos. Bright aprende la lección e intenta ser más honorable. 
Mientras tanto Bright tiene charlas con Hanna que le hacen pensar, a ella le gusta pero él aún no siente nada o todavía no se ha dado cuenta de lo que siente por ella. Uno de los días deciden hacer pellas y acaban pasando el día tirándose con los trineos en mitad de la nieve y pasa a ser el día más feliz que Hanna recuerda. 
La tercera temporada también ve la llegada de un nuevo y más joven médico llamado Jake Hartman, quien ni a Andy ni a Harold les gusta mucho debido a su exceso de confianza. Él tiene su residencia en la ex consulta del Dr Abbott. Mientras tanto, Nina se da cuenta de que siente algo por Andy, pero empieza a salir con Jake.
El doctor Brown también decide ayudar a un paciente, John Hayes, a recuperarse de la grave incapacidad causada por un accidente cerebrovascular. Mientras tanto, el doctor Brown se encuentra cerca de la esposa de John, Amanda, y se da cuenta de sentimientos hacia ella. Él y Amanda evitan sus sentimientos uno hacia el otro, pero cuando finalmente dan rienda suelta a la tentación, Andy siente tanta culpa, que desarrolla una úlcera gástrica hemorrágica. Cuando él se recupera, John es admitido en un programa de tratamiento de vanguardia en el cual será enviado lejos durante un tiempo indefinido. Amanda y Andy continúan su relación hasta que John inexplicablemente se recupera y Amanda opta por quedarse con su marido.
Ephram consigue una entrevista en The Juilliard School en la ciudad de Nueva York, donde se encuentra estrepitosamente con Madison. El doctor Andy Brown acompaña a Ephram en el viaje e intenta reconciliarse con Madison y la anima a decirle a Ephram la verdad de su embarazo. Ella se cita con Ephram en una cafetería y le cuenta todo, con la excepción de que Andy tenía conocimiento de la misma. El bebé ha sido puesto en adopción con padres que viven en el condado de Marin, California. Cuando Ephram le cuenta a Andy el embarazo, le dice que él sabía todo y que le pidió a Madison que lo mantuviese en secreto. Ephram, enfadado con su padre, pierde su audición. De vuelta en Everwood, Amy acepta a regañadientes ayudar a Ephram a localizar al bebé y los padres adoptivos, pero el asunto es un problema en su relación y rompen.
Rose es diagnosticada con un tumor en la columna y debe someterse a quimioterapia, lo que es infructuoso inicialmente. El doctor Brown se compromete a hacerle la cirugía para extirparle el tumor. Harold no está conforme hasta que la operación parece ser un éxito y Rose se recupera lentamente.
Ephram, todavía desilusionado de su reciente experiencia con su padre y Madison, decide dejar sus estudios por completo y viajar de mochilero por Europa. Él recibe su diploma, pero se va antes de la ceremonia. Vende su piano y todo el equipo de música para pagar el billete de avión a Londres. Mientras tanto, Amy se gradúa y entra en la Universidad de Princeton.
Jake y Nina se mudan juntos y comienzan un nuevo negocio de hostelería, comprando el Dinner donde Nina trabajó como camarera hasta que el propietario vendió el edificio. Jake corta todos los lazos con su antigua residencia en Los Ángeles y su estilo de vida, porque sus ingresos en Everwood son menores.
La Temporada 3 termina con Hannah y su primer novio, pero ella decide romper con él, Topher, porque no hay química y porque tiene sentimientos por Bright. Andy considera aceptar un trabajo de cirujano en Chicago, pero Harold y los demás logran persuadirlo para que permanezca en Everwood. Bright decide que realmente quiere salir con Hannah, quien está muy emocionada de comenzar una relación con él. Amy decide aplazar su primer semestre en Princeton, para ayudar a cuidar de su madre mientras ella está convaleciente. Andy, a solas con Nina, le confiesa sus verdaderos sentimientos por ella y le propone una relación seria y la besa, a pesar de que Jake está de camino.

### Temporada 4
La Temporada 4 comienza con Edna y su marido, Irving (o "Irv"), planificando una ceremonia de renovación de votos. Rose se está recuperando bien y Jake se ha mudado con Nina. Bright comienza su segundo año en Everwood Community College y se ha mudado a un apartamento. Un estudiante de medicina, Reid, ha captado la atención de Amy y Amy convence a Bright de dejar a Reid ser su compañero de apartamento. A petición de Delia, que le echa mucho de menos, Ephram vuelve de Europa a tiempo para asistir al final de la ceremonia de Irv y Edna.
Cuando Ephram llega, Andy le dice que él es bienvenido en casa, pero que no le pagará a Ephram los gastos para vivir en cualquier otro lugar. Su relación sigue siendo tensa. Sin embargo, Andy no quiere dañar la relación de Ephram y Delia, por lo que le dice a Ephram que le pagará $ 50 por cada cena que coman juntos como familia. El plan parece funcionar y, a veces, Ephram no recoge el dinero en absoluto. Ephram comienza su primer semestre en ECC con Bright, que le propone ser compañero de apartamento. Reid y Amy salen, a pesar de los celos de Ephram. Ephram comienza dando clases de piano a un chico, Kyle Hunter (R. Steven McQueen). Aunque con talento, Kyle es difícil. Al ayudar a Kyle, Ephram tiene una nueva visión sobre lo que le hizo pasar a su propio padre. Por otra parte, Andy tiene un paciente que está separado de su hija, porque tuvo un secreto de ella durante toda su vida. Andy pide a Ephram hablar con la hija acerca del perdón y en el proceso, Ephram comienza a dejar de lado los resentimientos que sentía hacia Andy y su relación sigue mejorando.
En un campamento padre / hijo con los Abbott, Ephram revela que volvió a Everwood porque todavía está enamorado de Amy y Bright revela que él podría romper con Hannah, porque ella no cree en las relaciones sexuales prematrimoniales. Al volver a la ciudad, Ephram le pide a Reid que no siga saliendo con Amy, y este se aparta. Amy y Ephram reparan su amistad. Estudiando juntos una noche, terminan durmiendo juntos. Después, Ephram, esperando poder reparar su relación romántica, le hace un regalo de Navidad a Amy y le revela que él le escribió tarjetas mientras estaba en Europa, pero nunca se las envió. Ella le pide que se las lleve a su casa para leerlas, pero luego explica que no quiere tener una relación de nuevo  con Ephram de nuevo, porque está tratando de descubrir su propia identidad.
Harold y Rose luchan por superar su enfermedad. A pesar de su recuperación, ella pierde su nueva licitación para alcalde de Everwood y se siente perdida e inútil. Después de unas vacaciones en un safari africano, Rose le dice a Harold que quiere adoptar un niño.
El Dr Jake es adicto a las pastillas, y decide crear un grupo de apoyo en Everwood. Nina está en contra pero el Dr Brown le apoya y le deja su consulta, pues la suya es demasiado pequeña. Finalmente, observa que volver a tratar su problema en un grupo de apoyo no le está ayudando (como ya le pasó en Los Ángeles) Además está destruyendo su relación con Nina y decide dejarlo. Aun así, su programa de grupo de apoyo es bien acogido...
Irv tiene un episodio cardíaco y muere. Edna está desolada. Durante el funeral, Nina y Ephram tienen ocasión de hablar y él le confiesa que su padre ha comprado un gran anillo para pedirle matrimonio... pero que nunca lo hará porque ella está con el Dr Jake.
En los papeles de la adopción de los Abott, Harold miente sobre la enfermedad de su esposa. Poco después, durante las reuniones de apoyo de enfermos de cáncer, a su mujer le tiran los tejos. En la confesión final, Harold descubre que su mujer no confía en él, pues ha contado su mayor preocupación a los miembros del equipo y a él no: que no le darán el niño por su enfermedad. Él la convence de lo contrario. Finalmente ella se entera de su mentira al rellenar los papeles de la adopción. Y tienen una fuerte discusión.
Harold tiene una paciente esquizofrénica desde hace muchos años. Ella decidió quedarse embarazada a partir de encontrarse mucho mejor gracias al tratamiento del Dr Abott... Pero con la presión del niño, le ha empeorado la enfermedad y la medicación no es suficiente.
Al Dr Hunter le han propuesto que continúe los cursillos de apoyo en Los Ángeles y le pide a Nina que le acompañe. Ella acepta. Por otro lado, Bright tiene una discusión con Hannah y cortan... A la noche siguiente él tiene un desliz amoroso. Hannah se entera y rompen definitivamente. Hannah pide plaza en la Universidad de Notre Dame (muy prestigiosa y lejana).
Nina le cuenta a Hannah lo del anillo y ella la convence para entrar en la casa de los Brown para verlo, pero cuando lo encuentran, son sorprendidas... Hannah roba el anillo sin querer al escapar. Cuando se da cuenta lo deja a escondidas en la casa de Nina. Por otro lado, Ephram tiene una nueva novia: Stephanie, con quien surgen los celos en Amy y descubre que todavía está enamorada de Ephram.
La paciente esquizofrénica se fuga de la ciudad y les deja su hija Lily a los Abott. El Dr Hunter y Nina se van a Los Ángeles. Cuando estaba haciendo la mudanza, Hunter descubre por casualidad el anillo y va a hablar con Andy. Él le dice que siempre estará enamorado de Nina y que la quiere más que él. Hunter le contesta que Nina lo eligió a él primero. Finalmente se marchan de Everwood. Pero en el aeropuerto a una pregunta de Hunter, Nina le responde que una parte de ella sigue enamorada de Andy, él le dice que no podría compartirla con nadie y vuelve solo a Los Ángeles.
Nina vende su casa, así que se queda unos días en casa de Andy, por otra parte Edna sigue sin superar la muerte de su esposo y decide marcharse. Harold y Rose le preparan una habitación en su casa para convencerla de que se quede. Ella acepta.
Hannah va a entrar en la universidad, pero no sabe si elegir Notre Dame o AM de Colorado puesto que si elige la primera estará lejos de Bright, Amy y Ephram. En una conversación con Bright él le dice que elija Notre Dame puesto que es mejor para su futuro y que él siempre la querrá como amiga, puesto que él tenía la esperanza de volver con ella pero no era posible. Al final Hannah decide elegir AM de Colorado para estar cerca de Bright ya que aún lo quiere.
Andy le pide matrimonio a Nina finalmente y ella acepta. Por otra parte, Amy le declara su amor a Ephram delante de la noria en la que se conocieron, y Ephram, habiendo amado a Amy desde el día en que la conoció, la corresponde locamente y le contesta que sólo la ha querido a ella siempre. La serie termina con Amy y Ephram embarcándose en una relación seria y madura.

#### "Foreverwood", episodio final
El episodio final de Everwood, que se transmitió el 5 de junio de 2006 en Estados Unidos, fue visto por más de 4,07 millones de personas. “Foreverwood”, fue escrito como un final de temporada y a su vez como un final de la serie. El futuro de la serie era incierto debido a la inminente fusión de los canales WB y UPN, por lo que los productores escribieron dos finales. En un principio, habían ideado un montaje para el final de las serie que se adentraba cuarenta años en el futuro y mostraba a la mayoría de los personajes en el funeral de Andy (como una manera de cerrar el círculo). Esto nunca se grabó debido a la falta de presupuesto y a la esperanza de los productores de conseguir una quinta temporada.

## Reparto
- Dr. Andrew Brown (Treat Williams)
- Ephram Brown (Gregory Smith)
- Amy Abbott (Emily VanCamp)
- Edna Abbott Harper (Debra Mooney)
- Kyle Hunter (Steven R. McQueen)
- Irv Harper (John Beasley)
- Delia Brown (Vivien Cardone)
- Harold Brighton "Bright" Abbott (Chris Pratt)
- Julianna Rose Mauriello (Merrilyn Gann)
- Nina Feeney (Stephanie Niznik)
- Dr. Harold Abbott (Tom Amandes)
- Dra. Linda Abbott (Marcia Cross)
- Dr. Jake Hartman (Scott Wolf)
- Hannah Rogers (Sarah Drew)

## Canales
- The WB, en Estados Unidos (ahora The CW).
- Warner Channel, en Latinoamérica.

- Datos: Q652724